# Culturele planologie

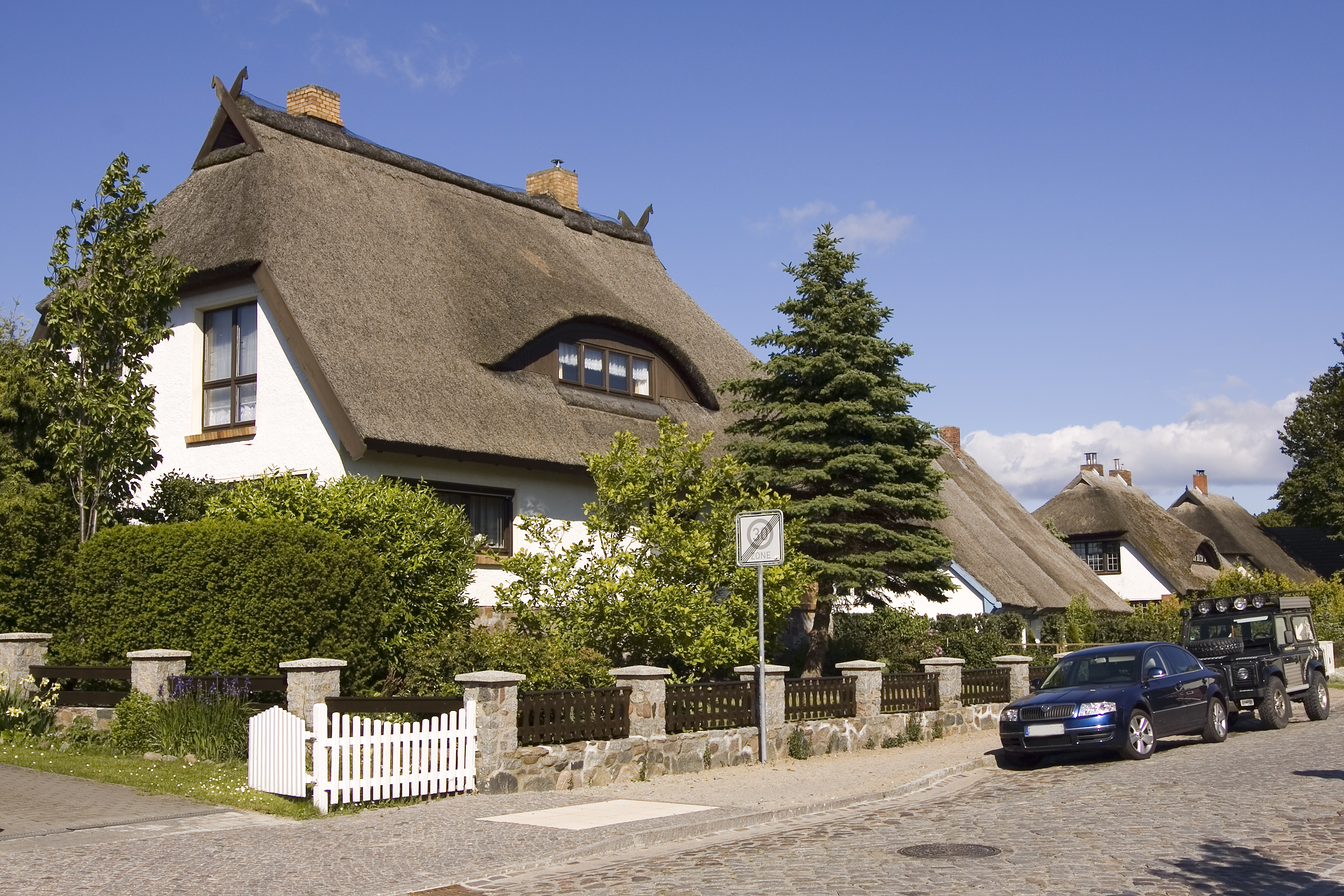
Typische rietgedekte huisjes op het eiland Rügen, Duitsland

In de culturele planologie wordt bij het ordenen en inrichten van de ruimte bijzondere betekenis toegekend aan cultuur en cultuurhistorie. Het begrip is geïntroduceerd in de Cultuurnota 2001-2004 en sindsdien is er in Nederland een aantal projecten van start gegaan om cultuurhistorie nadrukkelijker bij het ruimtelijk planningsproces te betrekken. Er is bijzondere aandacht voor de geschiedenis van een plek, voor in een gebied aanwezige monumenten, voor lokale tradities en voor de verhalen van bewoners over het cultuurlandschap.

## Algemeen
Met culturele planologie probeert men afstand te nemen van een eenzijdige ruimtelijk-economische visie op de ruimtelijke ordening. Voor Nederland kenmerkende cultuurlandschappen staan onder grote druk door ontwikkelingen op het gebied van de infrastructuur, woningbouw, schaalvergroting in de landbouw en recreatie. Bij een cultuurplanologische benadering tracht men de unieke historisch gegroeide ruimtelijke kwaliteiten te gebruiken om verschraling en nivellering te voorkomen.
Het begrip kent nog geen lange geschiedenis en daarom is een eenduidige omschrijving niet aanwezig. Venhuizen (2004, XII) geeft de volgende omschrijving:
Een ontwerpproces waarin door een beeldende benoeming van sluimerende fenomenen vanuit de cultuur een vernieuwende invloed op de ruimtelijke planvorming kan ontstaan.
De provincie Noord-Holland (2005) hanteert deze definitie:
Het inbrengen van cultuuractoren en cultuurfactoren bij de ruimtelijke inrichting van gebieden.
De provincie Noord-Brabant onderscheidt drie mogelijke invullingen voor culturele planologie (Martijn Koop, 2005):
- Behoud en gebruik van historisch erfgoed en landschappelijke kwaliteit
- Actief en voorwaardenscheppend vestigingsbeleid en landschappelijke kwaliteit
- Het organiseren van integratie tussen cultuur, creatieve industrie en planprocessen.

Een belangrijke doelstelling voor de inzet van cultuur bij de ruimtelijke ordening is het vergroten van de kwaliteit van de leefomgeving. Daarnaast tracht men de identiteit van een plaats of gebied te versterken.
Verschillende provincies maken gebruik van culturele planologie als beleidsinstrument. Op veel plaatsen worden of zijn de cultuurhistorische waarden in kaart gebracht. Voor een deel zijn deze activiteiten uitgevoerd onder de noemer van Belvedere-projecten (uit de Nota Belvedere). Opvallend is de rol die beeldend kunstenaars en vormgevers krijgen bij de ontwikkeling van ruimtelijke plannen. Ze helpen mee de betrokkenen bewust te laten worden van het belang van cultuurhistorische waarden en vergroten daarmee het draagvlak voor ruimtelijke veranderingen.

## Voorbeelden van culturele planologie
Bij het project Geest en Grond in de Duin- en Bollenstreek werd nagegaan hoe cultuurhistorisch erfgoed ingezet kon worden bij de ruimtelijke ordening. Internationale ontwerpprijsvragen werden uitgeschreven om zicht te krijgen op de rol van cultuurhistorie, regionale identiteit en erfgoed bij de ruimtelijke ontwikkeling. Allerlei aspecten van de bollenteelt speelden daarbij een belangrijke rol. Zie ook Bollenstad.
Voor de vaarweg Lemmer–Delfzijl werd een toekomstvisie ontwikkeld waarbij de verbeteringen zo goed mogelijk werden ingepast in het bestaande landschap. De provinciebesturen van Groningen en Friesland lanceerden het kunstproject Woordenstroom. Koppels van kunstenaars maakten ontwerpen van zogenaamde tekstbeelden, zodat de vaarweg voorzien kan worden van ‘uitroeptekens’ in het landschap. Ook werden in de zomer van 2006 80 biografen uitgenodigd om op evenzoveel plaatsen langs de vaarroute met verhalen de betekenis van de vaarweg zichtbaar te maken.
In het project oer-IJ gaat men op zoek naar de kenmerken van het oorspronkelijk stroomgebied van het IJ, een riviertje dat ooit tussen Beverwijk en Zaanstad doorliep en bij Castricum in zee uitmondde. Het stroomgebied is uit oogpunt van archeologie en cultuurhistorie en natuurlijke historie bijzonder waardevol. Op basis van onderzoek en een visuele analyse van het gebied werden ideeën ontwikkeld om het oer-IJ beter zichtbaar te maken in het landschap.